# Phare de Tortosa
Le phare de Tortosa est un phare situé sur le cap de Tortosa dans la municipalité de Sant Jaume d'Enveja, dans la province de Tarragone (Catalogne) en Espagne. Il est à l'extrémité du delta de l'Èbre dans le parc naturel du delta de l'Èbre.
Il est géré par l'autorité portuaire de Tarragone .

## Histoire
Le phare actuel, datant de 1984, est une tourelle carrée en acier grise métallique montée sur une plateforme tripode. Il y a un local technique sur la plate-forme. Le tripode est noir. Il est érigé à environ 5 km du littoral et n'est accessible qu'en bateau. Il a remplacé l'ancien phare de Buda  de 1864, une tour octogonale métallique de 50 m de haut, qui était érigée dans l'embouchure de l'Èbre sur l'île de Buda et qui a été détruite par une tempête en 1961. Une tour temporaire a pu fonctionner durant trois ans, mais elle s'est effondrée dans le ressac. De 1965 à 1984, il n'y eut aucun feu maritime dans cette zone dont les trois premières stations de signalisation dataient de 1864. Il possède un radar Racon.
Identifiant : ARLHS : SPA050 ; ES-28050 - Amirauté : E0377 - NGA : 5598.

### Lien connexe
- Liste des phares d'Espagne